# Muscimantis montana
Muscimantis montana es una especie de mantis de la familia Iridopterygidae. Es la única especie del género monotípico Muscimantis.

## Distribución geográfica
Se encuentra en Sri Lanka.